# Ride Like The Wind (single)
Ride like the wind is een nummer geschreven en opgenomen door de Amerikaanse muzikant Christopher Cross uit 1980. In zowel Nederland als Vlaanderen werd de cover versie van Italiaanse danceact East Side Beat uit 1991 een top 10-hit. Ook zijn er versies van de Vlaamse dj Laurent Wéry & Joss Mendosah, de Vlaamse zangeres Natalia en de Engelse metalband Saxon.

## Christopher Cross
Ride like the wind is een single van de Amerikaanse singer-songwriter Christopher Cross uit 1980. Het is de debuutsingle van Cross afkomstig van zijn debuutalbum Christopher Cross. De single bereikte de tweede plaats in de Amerikaanse Billboard Hot 100. In zowel Nederland als Vlaanderen werd het nummer geen hit. De single bereikte in de Nederlandse Tipparade een negende positie.
Michael McDonald doet de achtergrondzang. Cross zelf speelt de gitaarsolo.

## East Side Beat
In 1991 bracht de Italiaanse danceact East Side Beat een dance-versie van Ride like the wind uit. De single bereikte een zesde plaats in de Nederlandse Single Top 100, een vijfde plaats in de Nederlandse Top 40, werd Alarmschijf op 4 januari 1992 en een derde plaats in de Vlaamse Radio 2 Top 30.

### Hitnoteringen

#### Nederlandse Top 40
| Hitnotering: 11-01-1992 t/m 22-02-1992 | Hitnotering: 11-01-1992 t/m 22-02-1992 | Hitnotering: 11-01-1992 t/m 22-02-1992 | Hitnotering: 11-01-1992 t/m 22-02-1992 | Hitnotering: 11-01-1992 t/m 22-02-1992 | Hitnotering: 11-01-1992 t/m 22-02-1992 | Hitnotering: 11-01-1992 t/m 22-02-1992 | Hitnotering: 11-01-1992 t/m 22-02-1992 | Hitnotering: 11-01-1992 t/m 22-02-1992 |
| Week:                                  | 1                                      | 2                                      | 3                                      | 4                                      | 5                                      | 6                                      | 7                                      |                                        |
| -------------------------------------- | -------------------------------------- | -------------------------------------- | -------------------------------------- | -------------------------------------- | -------------------------------------- | -------------------------------------- | -------------------------------------- | -------------------------------------- |
| Positie:                               | 19                                     | 9                                      | 6                                      | 5                                      | 5                                      | 10                                     | 19                                     | uit                                    |

#### NederlandseSingle Top 100
| Hitnotering: 21-12-1991 t/m 14-03-1992 | Hitnotering: 21-12-1991 t/m 14-03-1992 | Hitnotering: 21-12-1991 t/m 14-03-1992 | Hitnotering: 21-12-1991 t/m 14-03-1992 | Hitnotering: 21-12-1991 t/m 14-03-1992 | Hitnotering: 21-12-1991 t/m 14-03-1992 | Hitnotering: 21-12-1991 t/m 14-03-1992 | Hitnotering: 21-12-1991 t/m 14-03-1992 | Hitnotering: 21-12-1991 t/m 14-03-1992 | Hitnotering: 21-12-1991 t/m 14-03-1992 | Hitnotering: 21-12-1991 t/m 14-03-1992 | Hitnotering: 21-12-1991 t/m 14-03-1992 | Hitnotering: 21-12-1991 t/m 14-03-1992 | Hitnotering: 21-12-1991 t/m 14-03-1992 |
| Week:                                  | 1                                      | 2                                      | 3                                      | 4                                      | 5                                      | 6                                      | 7                                      | 8                                      | 9                                      | 10                                     | 11                                     | 12                                     |                                        |
| -------------------------------------- | -------------------------------------- | -------------------------------------- | -------------------------------------- | -------------------------------------- | -------------------------------------- | -------------------------------------- | -------------------------------------- | -------------------------------------- | -------------------------------------- | -------------------------------------- | -------------------------------------- | -------------------------------------- | -------------------------------------- |
| Positie:                               | 91                                     | 51                                     | 19                                     | 12                                     | 8                                      | 6                                      | 8                                      | 13                                     | 24                                     | 39                                     | 54                                     | 85                                     | uit                                    |

#### VlaamseRadio 2 Top 30
| Hitnotering: 11-01-1992 t/m 1992 | Hitnotering: 11-01-1992 t/m 1992 | Hitnotering: 11-01-1992 t/m 1992 | Hitnotering: 11-01-1992 t/m 1992 | Hitnotering: 11-01-1992 t/m 1992 | Hitnotering: 11-01-1992 t/m 1992 | Hitnotering: 11-01-1992 t/m 1992 | Hitnotering: 11-01-1992 t/m 1992 | Hitnotering: 11-01-1992 t/m 1992 | Hitnotering: 11-01-1992 t/m 1992 | Hitnotering: 11-01-1992 t/m 1992 | Hitnotering: 11-01-1992 t/m 1992 | Hitnotering: 11-01-1992 t/m 1992 |
| Week:                            | 1                                | 2                                | 3                                | 4                                | 5                                | 6                                | 7                                | 8                                | 9                                | 10                               | 11                               |                                  |
| -------------------------------- | -------------------------------- | -------------------------------- | -------------------------------- | -------------------------------- | -------------------------------- | -------------------------------- | -------------------------------- | -------------------------------- | -------------------------------- | -------------------------------- | -------------------------------- | -------------------------------- |
| Positie:                         | 22                               | 7                                | 3                                | 5                                | 3                                | 5                                | 4                                | 12                               | 12                               | 27                               | 25                               | uit                              |

## Saxon
In 1988 bracht de Britse heavy metalband Saxon een cover van het nummer uit op hun album Destiny. Deze versie bereikte de 52e positie in het Verenigd Koninkrijk. In het Nederlandse taalgebied deed de cover niets in de hitlijsten.

## Laurent Wéry & Joss Mendosah
In 2013 bereikte de versie van de Vlaamse dj Laurent Wéry met Joss Mendosah als zanger een 26ste plaats in de Vlaamse Ultratop 50.

### Hitnoteringen

#### VlaamseUltratop 50
| Hitnotering: 13-04-2013 t/m 04-05-2013 | Hitnotering: 13-04-2013 t/m 04-05-2013 | Hitnotering: 13-04-2013 t/m 04-05-2013 | Hitnotering: 13-04-2013 t/m 04-05-2013 | Hitnotering: 13-04-2013 t/m 04-05-2013 | Hitnotering: 13-04-2013 t/m 04-05-2013 |
| Week:                                  | 1                                      | 2                                      | 3                                      | 4                                      |                                        |
| -------------------------------------- | -------------------------------------- | -------------------------------------- | -------------------------------------- | -------------------------------------- | -------------------------------------- |
| Positie:                               | 41                                     | 35                                     | 26                                     | 45                                     | uit                                    |

## Natalia
Ride like the wind is de naam van de zevenentwintigste single van zangeres Natalia en werd in België uitgebracht op 19 mei 2014. Het nummer is een cover van Ride like the wind van Christopher Cross. Het is de vierde single van haar album Overdrive. Van het nummer werd ook een Spaanstalige versie uitgebracht genaamd Ride like the wind/Cavalgaré. De single bereikte de Vlaamse Ultratop 50 niet en bleef steken op de vijfde plaats van de Ultratip 100 lijst. De videoclip voor Ride like the wind werd opgenomen in Malta en kwam op dezelfde dag uit als het nummer zelf. De dag erna was Natalia te gast in het programma De Ideale Wereld waar ze een parodie op de videoclip toonden.